# Žuče
Žuče (Servisch cyrillisch: Жуче) is een plaats in de Servische gemeente Tutin. De plaats telt 151 inwoners (2002).